# Miniżużel
Miniżużel, także minispeedway (ang. youth speedway) – forma sportu żużlowego dla młodzieży.
Startuje się na motocyklach o pojemności 50, 80 i 125 cm³. Uprawiać minispeedway mogą dzieci w wieku od 10 do 16 lat, które uzyskają licencję. Z roku na rok ta dyscyplina się rozwija. Istnieją zawody o Indywidualne Mistrzostwa Świata w miniżużlu, Mistrzostwa Europy, czy Polski. Największymi ośrodkami miniżużla w Polsce są: Wawrów (pod Gorzowem Wielkopolskim), Częstochowa, Bydgoszcz, Gdańsk i Toruń.
Pierwszym Mistrzem Polski w 2004 r. na miniżużlu został Mateusz Kowalczyk. Tytuł obronił również w roku kolejnym. 